# Byblis aquatica
Byblis aquatica ist eine fleischfressende Pflanzenart aus der Gattung der Regenbogenpflanzen in der Familie der Regenbogenpflanzengewächse (Byblidaceae). Sie wurde 1998 durch die Botaniker Allen Lowrie und John Godfrey Conran beschrieben und gehört zu den einjährigen, nordaustralischen Byblisarten, die zusammenfassend als „Byblis liniflora-Komplex“ bezeichnet werden.

## Merkmale
Byblis aquatica ist eine einjährige, meist unverzweigte Pflanzenart, ihre Wurzeln sind feinfaserig. Sie erreicht eine Höhe bis zu 45 Zentimetern, junge, kleinere Pflanzen bis ca. 5 cm stehen aufrecht, mittelalte bis ungefähr 15 Zentimeter Länge lehnen sich an Nachbarpflanzen an, größere liegen auf dem Erdboden oder flottieren im Wasser, wobei der obere Teil der Pflanze stets aufrecht wächst.

### Blätter
Die Blätter sind zwei bis vier Zentimeter lang, länglich rund und verjüngen sich zum Ende hin. Junge Blätter sind fast aufrecht, hellgrün, dunkeln aber rasch purpurrot bis braunrot nach. Mit dem Alter hängen die Blätter zunehmend herab und beginnen zu welken. Vom Ansatz bis zum Ende sind sie rundum bedeckt mit gestielten Drüsen, die eine klebrige Flüssigkeit absondern. Neben dem Fangen von Insekten dienen sie auch der Haftung an Nachbarpflanzen und halten so die Pflanze aufrecht.

### Blüten
Aus manchen Blattachseln wachsen oberhalb des Blattansatzes Blütenstiele, die sich kaum von den Blättern unterscheiden, allerdings mit 1,5 bis 3 Zentimetern etwas kürzer sind. An ihren Spitzen blühen zwischen Januar und Mai (im australischen Sommer) endständig fünfzählige Einzelblüten, allerdings nur wenige zu gleicher Zeit.

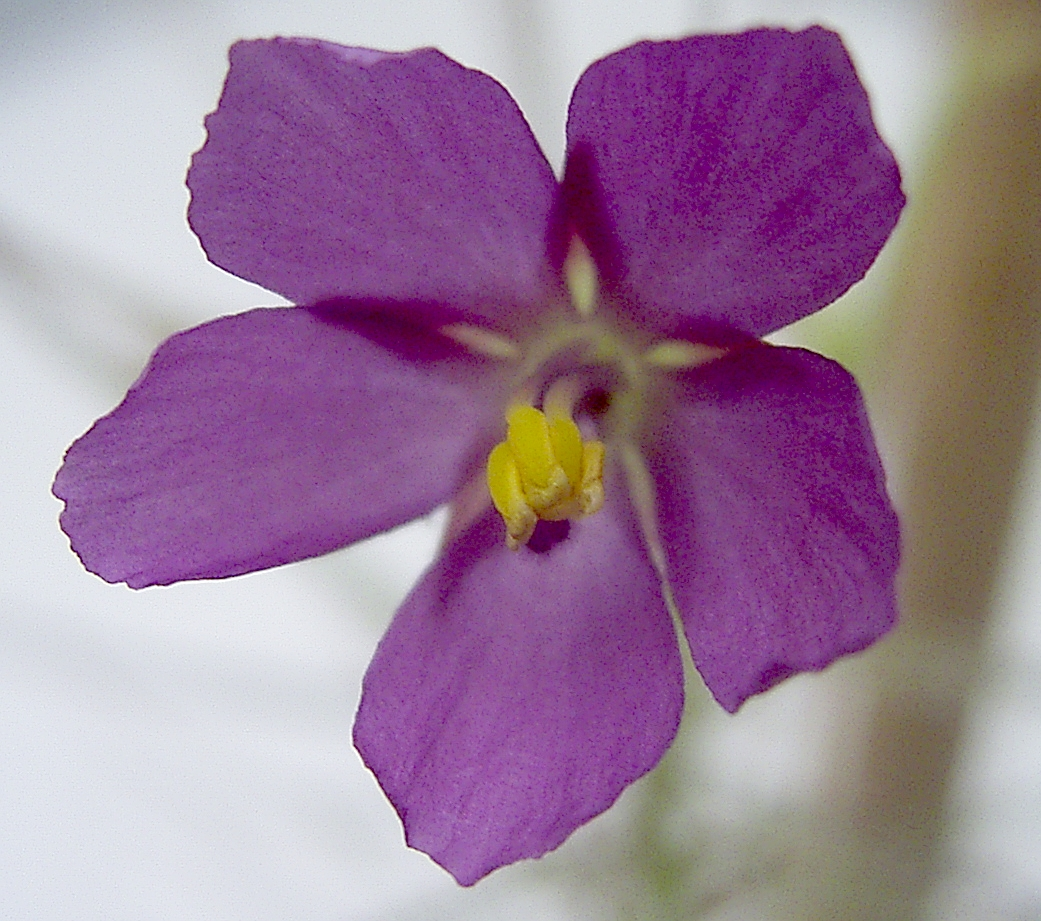
Byblis aquatica Blüte

Die eiförmigen, fast unbehaarten Kelchblätter sind 3 bis 4 Millimeter lang. Die umgekehrt-eiförmigen Kronblätter sind tief purpurn, 5 bis 7 Millimeter lang und bis zu 4,5 Millimeter breit und am Außenrand gekerbt. Die Staubfäden sind 2 bis 2,5 Millimeter, die gelben Staubbeutel 0,9 bis 1,3 Millimeter lang. Der Griffel ist 2 bis 2,5 Millimeter lang, die Narbe ist papillös.

### Früchte und Samen
Die 3 bis 4 Millimeter lange und 2,5 bis 4 Millimeter breite Samenkapsel ist breit eiförmig und zweifächrig, durch Austrocknung reißt sie allmählich auf, so dass die enthaltenen Samen zu Boden bzw. ins Wasser fallen (Barochorie bzw. Hydrochorie). Die schwarzen, 1 bis 1,3 Millimeter langen Samen sind längs gefurcht.

### Chromosomenzahl
Die Chromosomenzahl beträgt 2n = 16.

## Verbreitung

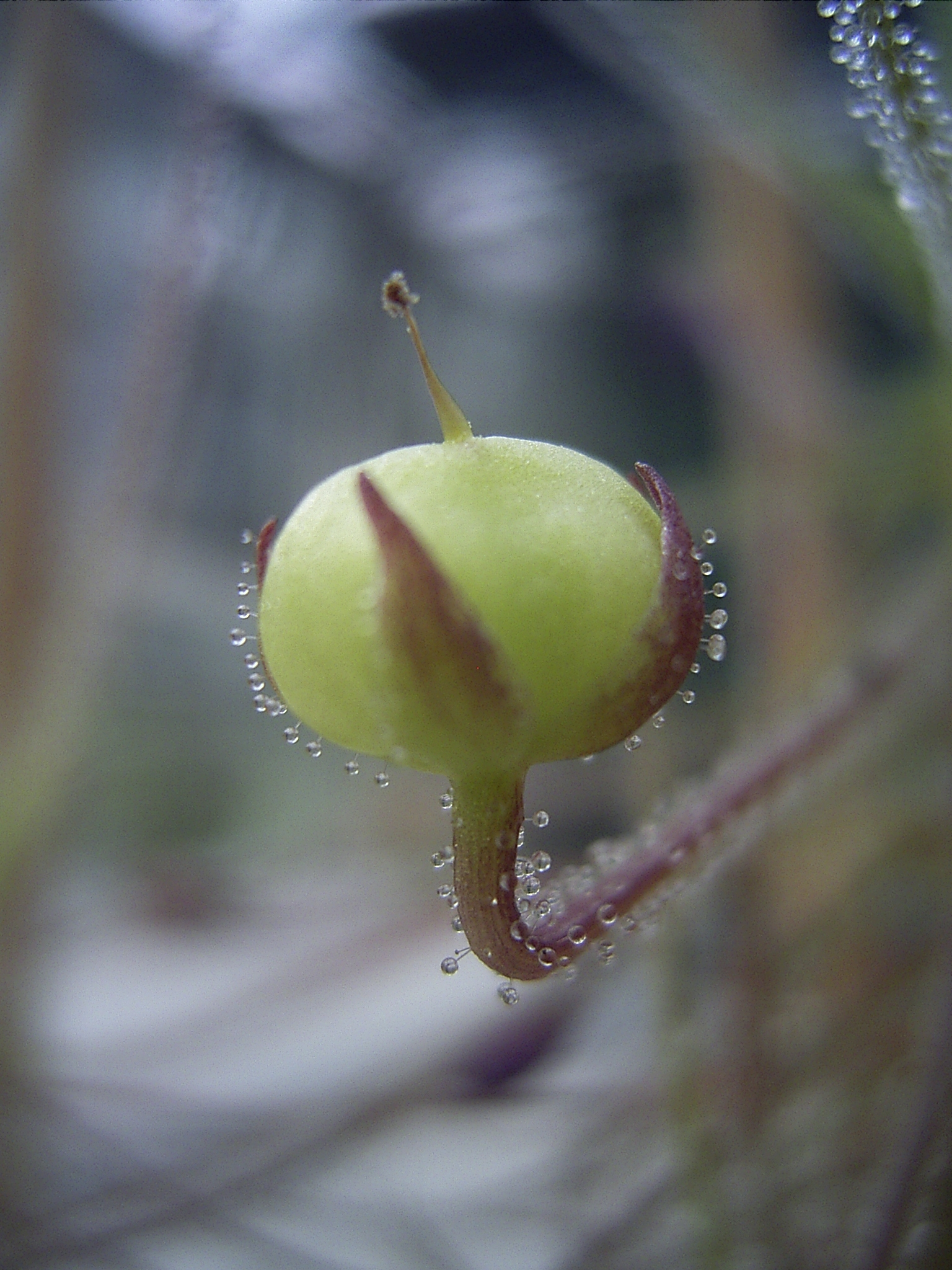
Byblis aquatica Samenkapsel

Die Art hat ein ausgesprochen kleines Verbreitungsgebiet im australischen Northern Territory, sie ist endemisch zwischen Darwin und Berry Springs, ist dort aber häufig. Sie wächst in lehmigem Sand an saisonal überfluteten Senken und den seichten Ufern von Süßwasserlagunen und ist häufig vergesellschaftet mit Byblis liniflora, die allerdings stets etwas entfernt von den semiaquatischen Standorten von Byblis aquatica steht.

## Botanische Geschichte
Byblis aquatica wurde im April 1988 erstmals von Allen Lowrie am Howard River gesammelt. In Kulturen von Karnivorenliebhabern wurde sie als Byblis aff. liniflora „Darwin“ bezeichnet und als Ökotyp eingestuft. Erst nachdem Barry Meyers-Rice Indizien für die reproduktive Isoliertheit der Art beibrachte, schlug Jan Flísek 1996 die Beschreibung als eigene Art vor, die Allen Lowrie dann im Rahmen seiner Revision der nordaustralischen Arten 1998 in der Zeitschrift Nuytsia verfasste.

## Weiterführende Literatur
- Barry Meyers-Rice: Byblis – Notes On Forms New To Cultivation. In: Carnivorous Plant Newsletter. Bd. 22, Nr. 1/2, 1993, ISSN 0190-9215, S. 39–40, (Digitalisat (PDF; 357,4 kB)).
- Jan Flísek: Byblis aff. liniflora Darwin – Novy druh rodu Byblis? In: Trifid. Časopis společnosti Darwiniana. Bd. 1, Nr. 4, 1996, ISSN 1214-4134, S. 27–28, 43.